# Johan Sigfrid Sirén

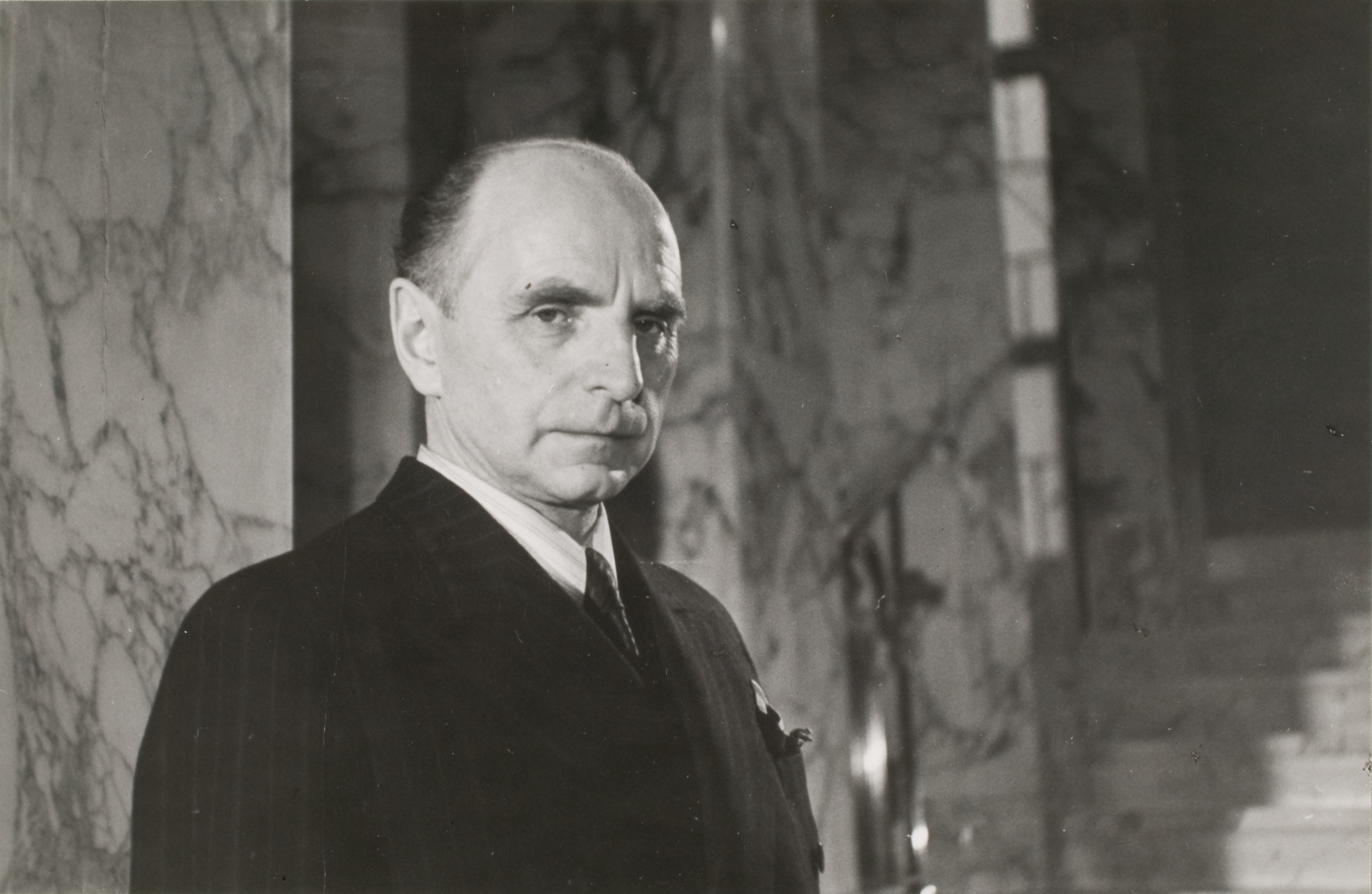
Johan Sigfrid Sirén

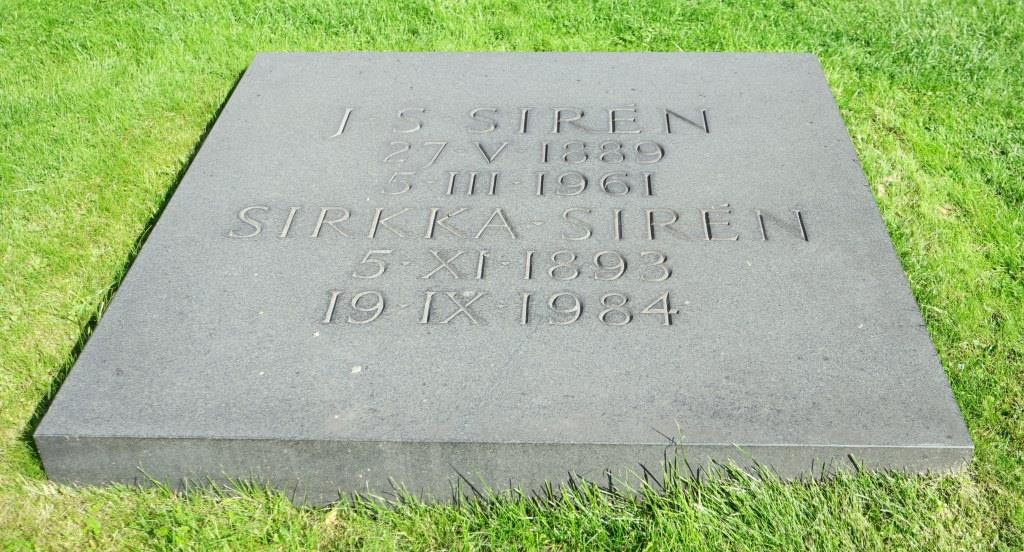
Grab von Johan Sigfrid Sirén auf dem Friedhof Hietaniemi in Helsinki (2016)

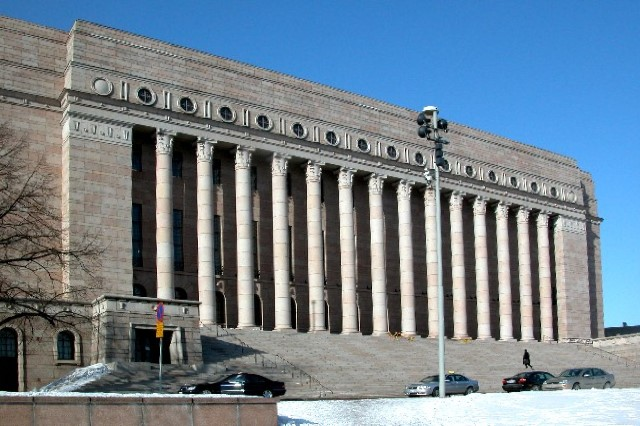
Das finnische Parlamentsgebäude (Eduskuntatalo, Riksdagshuset – 2006)

Johan Sigfrid Sirén (* 27. Mai 1889 in Ylihärmä; † 5. März 1961 in Helsinki) war ein finnischer Architekt.
In den 1920er-Jahren galt Sirén als Hauptvertreter des Neoklassizismus in Finnland, in späteren Arbeiten machen sich auch funktionalistische Einflüsse bemerkbar. Von 1931 bis 1957 lehrte Sirén als Professor für Architektur an der Technischen Universität Helsinki und von 1931 bis 1949 war er Vorsitzender des finnischen Kunstgewerbevereins. Sein Sohn Heikki Sirén wurde ebenfalls Architekt.
Zu seinen bekanntesten Bauwerken zählt das 1931 vollendete Parlamentsgebäude (finn. Eduskuntatalo, schwed. Riksdagshuset) des Finnischen Reichstags.